# 김포구래초등학교
김포구래초등학교(金浦九來初等學校)는 대한민국 경기도 김포시에 있는 공립 초등학교이다.

## 연혁
- 2019년 6월 13일 : 교명 김포구래초등학교 선정
- 2020년 9월 1일 : 개교 (초등 10학급, 유치원 3학급)
- 2020년 9월 1일 : 초대 서재민 교장선생님 취임
- 2020년 9월 21일 : 4학년 1학급 증설
- 2020년 10월 21일 : 2학년 1학급 증설
- 2021년 1월 13일 : 제1회 졸업식(여 3명, 남 3명, 총 6명)
- 2021년 3월 1일 : 초등 26학급, 유치원 3학급, 특수 1학급 편성
- 2022년 1월 10일 : 제2회 졸업식(39명)

## 참고 자료
- 김포구래초등학교 - 한국교육학술정보원 학교알리미